# Kohtla
Kohtla (německy Kochtel) je vesnice v estonském kraji Ida-Virumaa, patřící k samosprávné obci Toila.

## Významní rodáci
- Lembit Oll, šachista